# Yannick Rio
Pour les articles homonymes, voir Rio.
Yannick Rio est un avocat français né en 1957, connu pour, après s'être spécialisé dans les « procédures internet » concernant les délits routiers, avoir été poursuivi par certains de ses clients pour fraude, escroquerie et abus de confiance. Peut-être 80 000 personnes ont consulté son site.
Il s'était autoproclamé « terroriste des prétoires » dans les années 2004-2010.
Un de ses slogans était « CRS » (Contestation Radars Systématique) .
Me Rio promettait, pour des sommes dérisoires (inférieures ou égales à 10 euros), d'obtenir l'annulation des procédures réalisées par les forces de l'ordre pour conduite en état alcoolique, excès de vitesse, conduite sans assurance, conduite sans permis, délit de fuite, etc.
Il expliquait être en mesure de faire restituer les permis de conduire retirés par l'autorité administrative ou judiciaire et de faire annuler les retraits de points.
Après paiement d'honoraires par ses clients sur son site internet directavocat.com , il conseillait à ses clients de ne pas payer l'amende forfaitaire ou le timbre-amende, puis de formuler un recours devant le tribunal de police (contraventions) ou le tribunal correctionnel (délits). Les clients recevaient ensuite de la part de Me Rio un formulaire valant « attestation de permis de conduire ». Ses clients continuaient donc à conduire en faisant confiance à ce document, alors qu'il n'avait aucune valeur juridique : les clients, qui avaient subi une suspension administrative provisoire du permis de conduire comprise entre un mois et six mois (ordonnée par les services de la préfecture) conduisaient, concrètement et juridiquement, sans permis valide.
Après la réception du formulaire par le client, Yannick Rio propose une défense devant la juridiction, pour un montant variable (au moins 4 000 euros).
Afin de contourner l'interdiction faite aux avocats de démarcher des clients, que ce soit par internet ou tout autre moyen, Me Rio a créé une société de droit américain, et perçoit des droits d'auteur pour chaque consultation payée.
Il a été condamné le 8 décembre 2011 à l'interdiction définitive d'exercer la profession d'avocat et a fait l'objet d'une radiation de l'Ordre des avocats du Barreau de Paris. La sanction a pris effet à compter du 23 mars 2012, à l'expiration des délais de recours.
Selon Me Emmanuel Ludot, « plusieurs points posent un problème. D’abord, ce site et ses concepteurs incitent les gens à conduire sans permis, sans même leur rappeler qu’en cas d’accident ils ne sont pas assurés ! Ensuite, leur prestation est complètement fictive dans la mesure où ils ne voient jamais leurs clients en tête à tête, et ne se déplacent pas non plus devant les tribunaux ».
Actuellement, M. Rio vivrait aux États-Unis.

## Publication
Yannick Rio a écrit, avec Thierry-Pierre Berthelot, un petit livre sur le permis à points : Retrait du permis de conduire, la loi à votre secours, Éditions Francis Bréchant, 1993,  (ISBN 286839230X),  (ISBN 978-2-86839230-5) .

### Sources et liens externes
(mars 2012).

#### Médias de presse écrite et internet
- Article du Parisien (24.11.2011)
- Second article du Parisien (24.11.2011), différent du précédent
- Article sur France Info (24.11.2011)
- Article sur You-Seo
- Cité dans le Nouvel Observateur (21.03.2000), Me Rio contestant le monopole des avocats spécialisés auprès de la Cour de cassation
- Clarisse Burger, « L'avocat qui fait sauter les PV fait tiquer ses confrères », sur Rue89, 30 novembre 2008
- Article du Figaro (17.10.2008
- Cité par Motoservices.com (dernier paragraphe de la page), qui indique aussi des honoraires de 4560 euros.
- Article sur Info-du-net (20.10.2008)

#### Médias TV
- Reportage de 1 min 42 sur TF 1 (24.11.2011) - publicité de 29 secondes avant diffusion du reportage
- Reportage de 1 min 34 s sur M6 (24.11.2011) - publicité de 12 secondes avant diffusion du reportage

#### Ordre des avocats
- Bulletin de l'Ordre des avocats du Barreau de Paris du 10.05.2011 - voir p. 229, colonne de gauche.